# Oeax transversus
Oeax transversus är en skalbaggsart som beskrevs av Aurivillius 1913. Oeax transversus ingår i släktet Oeax och familjen långhorningar.
Artens utbredningsområde är Kenya. Inga underarter finns listade i Catalogue of Life.